# Severné Považie
Die Region Severné Považie (slowakisch Severopovažský región (cestovného ruchu); deutsch etwa „Region des Nördlichen Waag-Gebiets“), seltener auch Horné Považie (wörtlich „Oberes Waag-Gebiet“) ist eine Tourismusregion in der Slowakei.
Sie erstreckt sich dem südlichen Lauf des Flusses Waag folgend über die Bezirke:
- Bytča
- Považská Bystrica
- Púchov (außer den Gemeinden Beluša, Mojtín und Visolaje)
- Žilina
- Kysucké Nové Mesto
- Čadca

Im Südwesten schließt die ebenfalls durch den Fluss Waag gekennzeichnete Region Stredné Považie an, die Bezirke Kysucké Nové Mesto und Čadca bilden außerdem auch die nicht offizielle Region Kysuce.